# 베네치아 피플 무버

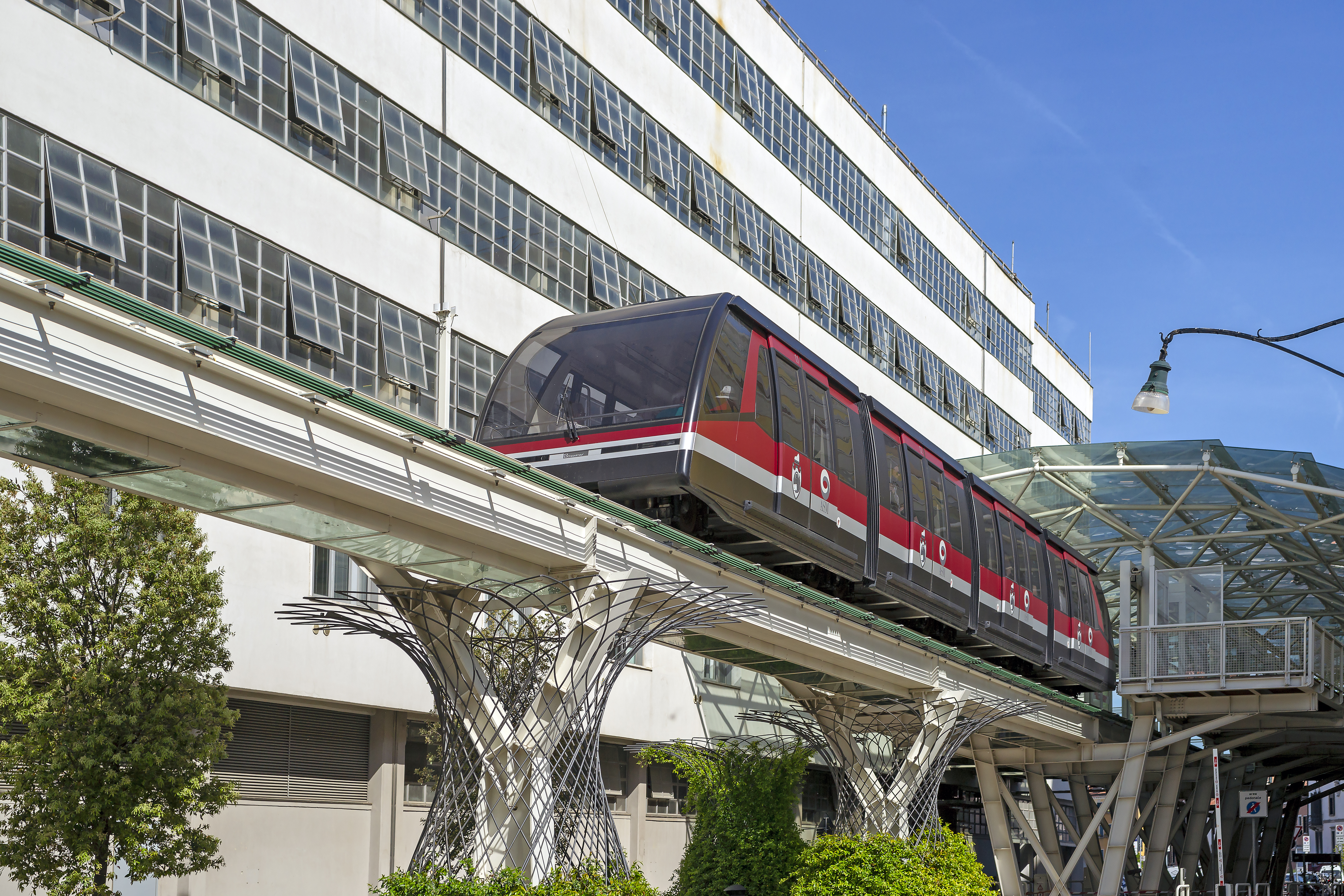
베네치아 피플 무버

베네치아 피플 무버(이탈리아어: People Mover di Venezia, 베네토어: People Mover de Venesia)은 이탈리아 베네치아에 있는 철도 교통이다.